# Picatinny šina
Šina Picatinny (eng. Picatinny rail), još poznato kao i šina MIL-STD-1913, šina STANAG 2324 ili taktička šina je držač/nosač koji se koristi na vatrenom oružju da bi se mogli montirati razni dodatci.

### Opis
Šina se sastoji od isprekidanih redaka, kao kod pruge. Dodaci se mogu stavljati klizanjem ili s jednog kraja pa do drugog, i onda ih se jednostavno pričvrsti pomoću alata ili bez. 

### Povijest
Sama šina datira od 1980-ih, kompanija A.R.M.S., vlasnik tvrtke, Otto Repa je dizajnirao šinu. 

### Korištenje
Šina je originalno napravljena za teleskopske/dalekozorne optičke ciljnike. Međutim, sustav se proširio i na druge dodatke, kao što su laserski ciljnici i osvjetljivači, baterijske svjetiljke, refleksni ciljnici, noćne naprave, dvonošci i tronošci, prednje vertikalne drške, bajuneti. Šine su prvi put korištene na prijamnicima pušaka velikog kalibra.